# Distrito Municipal de Acadia n.º 34
Acadia n.º 34 es un distrito municipal canadiense situado en la provincia de Alberta.

## Superficie
Acadia n.º 34 tiene una superficie de 1070,92 km².

## Demografía
En 2021, tenía 494 habitantes, una densidad poblacional de 0,5 hab./km², y 196 viviendas.